# Miki Zohar
Makhlouf "Miki" Zohar, né le 28 mars 1980 à Beer-Sheva, est un homme politique israélien. 
Il est actuellement ministre de la Culture et des Sports dans le Gouvernement Netanyahou VI. Zohar a précédemment été membre de la Knesset pour le Likoud et président du Likoud.

## Biographie
Makhlouf Zohar est né à Beersheba et grandit à Kiryat Gat. Son père Eli est un immigré du Maroc et sa mère Dina est originaire de Tunisie. Zohar sert dans les forces de défense israéliennes et atteint le grade de sergent. Il étudie ensuite le droit, obtenant un LLB du College of Law and Business et un MA de l'Université Bar-Ilan, et travaille dans l'immobilier. Zohar est marié à Yamit et a quatre enfants.
En 2005, Zohar est élu au conseil municipal de Kiryat Gat. En 2013, il est élu chef de la liste Likoud de Kiryat Gat et devient adjoint au maire. Avant les élections à la Knesset de 2015, il est placé vingt-deuxième sur la liste du Likoud, une place réservée à un candidat de la région du Néguev. Il est élu à la Knesset alors que le Likoud remporte 30 sièges. Il est réélu en avril 2019 après avoir été placé vingt-sixième sur la liste du parti. Il est réélu lors des élections suivantes de septembre 2019 et mars 2020, occupant les fonctions de vice-président de la Knesset et de chef de file de la coalition de mai 2020 à avril 2021,. Après avoir été réélu en mars 2021, il préside le Comité d’arrangements d’avril à mai 2021.
Le 29 décembre 2022, Zohar devient ministre de la Culture et des Sports. Il démissionne de la Knesset le 6 janvier 2023 dans le cadre de la loi norvégienne.
Zohar est un défenseur de l'observation du Shabbat. Il dépose un projet de loi qui interdirait d'obliger les propriétaires d'entreprises à travailler le samedi. Il soutient la création d'une nouvelle fête nationale israélienne, Yom HaAliyah célébré chaque année le dixième du mois hébreu de Nisan. Le 21 juin 2016, la Knesset vote en faveur de l’ajout de Yom HaAliyah au calendrier national.
En novembre 2018, Zohar présente un projet de loi en faveur du remplacement des expéditions d'animaux vivants par des importations de viande réfrigérée, après des rapports révélant une cruauté envers les animaux généralisée et des problèmes de santé liés aux expéditions d'animaux vivants.
Ministre de la Culture du gouvernement Netanyahou, Miki Zohar participe à la censure de ce qui a trait aux crimes commis par l’État israélien au moment de sa création, à l'occupation de la Cisjordanie et, plus largement, au peuple palestinien. Le documentaire oscarisé No Other Land n'a pas été diffusé en Israël.